# Peter Dane (Dichter)
Peter Dane (* 17. Mai 1921 als Nikolaus (Klaus) Dschenffzig; † 29. Juli 2016 in Russell) war ein aus Berlin stammender neuseeländischer Dichter, Umweltschützer und Hochschullehrer.

## Leben

### Berlin, England und Australien
Peter Dane wurde als Nikolaus (Klaus) Dschenffzig geboren und nahm erst später in einem australischen Internierungslager seinen neuen Namen an. Seine Mutter entstammte einer assimilierten jüdischen Familie in Berlin; sein Vater war Jurist. Als Anführer einer Gruppe von Freunden in seinem Berliner „Kiez“ war Dane zunächst vor den Angriffen von Mitgliedern der Hitlerjugend sicher, doch nach der Einführung der antisemitischen Nürnberger Gesetze überzeugte eine vorausschauende Tante Dane, nach England zu gehen, um dem Terror der Nazis zu entkommen und seine Englischstudien fortzusetzen. So entkam Dane knapp der Shoah, in der andere Familienmitglieder, so seine Großmutter, ermordet wurden. In England lernte Dane seine zukünftige Frau Gabriele, (geb. Hermann) kennen, die mit einem der letzten Kindertransporte aus Deutschland nach London gekommen war.
Nach Ausbruch des Zweiten Weltkriegs arbeitete Dane als Heizer in einem Krankenhaus in Oxford und als Landarbeiter, bevor er interniert wurde. Während des Krieges verbrachte Dane 999 Tage in Internierungslagern, zunächst auf der Isle of Man und später als ‘Dunera Boy’ in Australien. Während seiner australischen Internierung organisierte Dane eine Privatakademie mit gleichgesinnten Internierten, in der sie sich gegenseitig in einer Vielzahl von Fächern wie Mathematik, Astronomie, Esperanto und Kalligrafie unterrichteten.

### Ostafrika, Neuseeland
Nach Kriegsende studierte Dane Theologie, Altgriechisch, Englisch und Mathematik an der University of London und am Leicester University College. 1952 schloss er sein Studium ab. Ein ebenfalls aus Deutschland geflüchteter Freund, Werner Pelz, der anglikanischer Priester geworden war, ermutigte Dane, Gedichte auf Englisch und Deutsch zu schreiben. Zu den frühen Einflüssen auf Danes eigene Weltanschauung und Schriften gehörten der Rabbi Jesus, die englischen Metaphysical Poets, William Blake, Karl Marx und Martin Buber. Nach seinem Studienabschluss gingen Dane und seine Familie nach Uganda, wo er acht Jahre lang als Hochschullehrer arbeitete.
1961 zog Dane nach Neuseeland, wo er Dozent für Englisch an der University of Auckland wurde. Er entwickelte schnell Interesse an neuseeländischer Literatur und wurde zum Kollegen, Lehrer und Freund mehrerer Generationen postkolonialer neuseeländischer Schriftsteller und Gelehrter. Zu seinen frühen Dialogpartnern und Korrespondenten gehörten James K. Baxter, Allen Curnow und R. A. K. Mason; zu seinen Schülern und Kollegen Carolyn Kelly, Murray Edmonds und Whiti Ihimera. Danes akademische Forschung und Lehre konzentrierte sich auf John Donne, Shakespeare und Joseph Conrad.
Dane übersetzte auch Gedichte aus dem Deutschen ins Englische und umgekehrt, darunter romantische Gedichte von Novalis. Als Mitbegründer von Friends of the Earth, Neuseeland, war Dane aktiv an vielen Projekten zur Verbesserung biologischer Vielfalt und Renaturierung in Northland und in der Bay of Islands beteiligt. Zudem war er Organisator von Protesten gegen atomare Tests und Hochrüstung im Pazifik. Dane versuchte, indigene Ideen und Praktiken in den Umweltaktivismus der 'Friends of the Earth' einzubeziehen. Mit dem Segen von Gabi Dane, die 2005 starb, heiratete Dane Evelyn Heke, eine enge Freundin seiner ersten Frau. Evelyn Heke ist eine Nachkommin des Māori-Häuptlings Hone Heke. Am 29. Juli 2016 starb Peter Dane in Russell; er wurde auf einem māorischen Friedhof im Northland beigesetzt.
Mit Beratung und redaktioneller Unterstützung der neuseeländischen Schriftstellerkollegen Elspeth Sandy, Riemke Ensing und Denys Trussell publizierte Dane in den letzten Jahren seines Lebens eine Reihe von Gedichtbänden. Hierzu gehören The Albatross is Dead (2002), Loving Art (2004), Past Present (2005), Timeless Love (2007) und Undone (2008).
In seinen Gedichten verwendete Dane traditionelle poetische Genres und Metrik in modernen Kontexten. Vor allem die poetische Form des Sonetts wurde von ihm reaktiviert, um Themen wie Spiritualität, persönliche Beziehungen und Umweltpolitik zu veranschaulichen und zu diskutieren. Für Dane eignet Poesie, Kunst und Bildung potentiell eine spirituelle Dimension, die über instrumentelles Wissen und soziale Konventionen hinausweist; über die Transzendenz der Kunst sagt Dane:

„Kunst - und was es an Poesie in Religion, Philosophie und reiner Mathematik gibt - ist eine ständige Erinnerung daran, dass unser Wissensbesitz, so nützlich er auch sein mag, trügerisch, begrenzt und irreführend ist. Das Wissen verschiebt unsere inneren Bewegungen - Emotionen, Sehnsüchte, das Gefühl unerfüllter Bedürfnisse und Wünsche, unser Denken und unsere höchsten Ziele - auf das, was erreichbar erscheint: Karriere, Erfolg, Wohlstand, Kontrolle, Gewissheit, Macht. Kunst besteht jedoch auf Erfahrung und einem unabgeschlossenen Lernprozess, die auf das unerreichbar Vollkommene hinweisen, das sie beabsichtigen. Erfahrung braucht Muße; Kunst, in dem Prozess der Erfahrung, den sie verlangt, transzendiert Zeit in die ihre eigene Stille - und in Richtung einer noch darüber hinausgehenden tieferen Stille.“

Danes dichterisches Werk, seine ungewöhnliche Biografie und seine humorvolle dialogische Art zu kommunizieren fanden auch unter deutschsprachigen Kulturwissenschaftlern Beachtung. Die Bürgerrechtlerin und Schriftstellerin Freya Klier, die ihn mehrmals in Russell besuchte, widmete ihm ein Kapitel ihres Neuseeland-Buches; unter dem Titel Past Present entstand 2010 ein von der deutschen Botschaft in Wellington geförderter Interview-Film (englisch, mit deutschsprachigen Passagen) mit Dane. Dane korrespondierte u. a. mit dem Schriftsteller und Juristen Bernhard Schlink.

## Veröffentlichungen (Auswahl)
- The Albatross is Dead: Sixty Sonnets, Hudson Cresset Publishing, Auckland 2004, ISBN 0-9597894-5-6 (englisch).
- Loving Art, Hudson Cresset Publishing, Auckland 2004, ISBN 0-9597894-7-2 (englisch).
- Past Present, Hudson Cresset Publishing, Auckland 2004, ISBN 0-9597894-8-0 (englisch).
- Timeless Love, Hudson Cresset Publishing, Auckland 2007, ISBN 0-9597894-9-9 (englisch).
- Undone, Words that Work, Russell, 2008, ISBN 978-0-473-13505-8 (englisch).